# ジョン・シュミット (アメリカンフットボール)
ジョン・シュミット（John Schmitt 1942年11月12日- ）はニューヨーク州ニューヨークブルックリン区出身のアメリカンフットボール選手。1964年から1974年までニューヨーク・ジェッツ、グリーンベイ・パッカーズでプレーした。ポジションはセンター。
ホフストラ大学では1961年から1963年まで3シーズンに渡って先発出場し、1962年には大学初のポストシーズン（セメントボウル）出場を果たし、1963年にはオールアメリカンに選ばれた。
1964年から1973年までの10年間をニューヨーク・ジェッツ（入団当時はAFL所属）で過ごした。入団3年目の1966年より全試合に出場した。1974年にグリーンベイ・パッカーズにトレードされシーズン終了後引退した。
1968年シーズン、ジェッツがAFLチャンピオンとなり、1969年1月12日に行われたボルチモア・コルツとの第3回スーパーボウルでシュミットは先発出場しチームは優勝した。2008年にニューヨーク・デイリーニューズのインタビューに対して、スーパーボウルの際、彼は肺炎に罹っており、試合終了後のロッカールームで嘔吐したという。
1968年、1969年にオールプロに選ばれた。

## スーパーボウルリング
史上最大の番狂わせとして名高い、1969年の第3回スーパーボウルに優勝しスーパーボウルリングを獲得した。しかし1971年ハワイのワイキキビーチでサーフィンをしていた際に海岸から400m離れた場所でリングを落としてしまった。海岸に戻ってリングが指から落ちたことに気づいた彼はシュノーケルや足ひれをつけて3時間ほど、リングを探したが見つけることはできなかった。その後ワイキキのライフガード、ジョン・エルンストバーグにリングは拾われ、1991年にエルンストバーグが亡くなり、1995年にはその妻も亡くなり、夫妻の大姪が遺品の中から見つけた。そして宝石商の鑑定の結果、シュミットが失ったスーパーボウルリングであることが判明した。2011年、宝石商はニューヨーク・ジェッツのオフィスに連絡を取り、ロングアイランドに住むシュミットにこのニュースを知らせた。こうしてシュミットが紛失したスーパーボウルリングは40年ぶりに彼の手に戻ることとなった。